# Д-2 «Народоволец»
Д-2 «Народово́лец» (серии I, проект Д — «Декабрист», заводской № 178) — советская дизель-электрическая торпедная подводная лодка времён Второй мировой войны. За период войны «Д-2» совершила 4 боевых похода, произвела 12 торпедных атак с выпуском 19 торпед, уничтожила одно судно (4090 брт), повредила одно судно (2972 брт).
В 1989 году была установлена в качестве мемориала-музея в Шкиперском протоке, неподалёку от площади Морской Славы, в Санкт-Петербурге.

## История корабля
Изначально подводная лодка называлась просто «Народоволец», 21 августа 1934 года была переименована в «Д-2», однако как в обиходе, так и в официальных документах называлась как «Д-2», так и «Народоволец».
Лодка была заложена 5 марта 1927 года на Балтийском заводе № 189 в Ленинграде, спущена на воду 19 мая 1929 года. Первым старшим инженер-механиком лодки был назначен Г. М. Трусов. 11 октября 1931 года лодка вошла в состав Балтийского флота.
Летом 1933 года лодка в в составе Экспедиции особого назначения ЭОН-1 совместно с Д-1 «Декабрист» и другими кораблями совершила переход по Беломоро-Балтийскому каналу и 5 августа вошла в состав Северной военной флотилии (через четыре года преобразованной в Северный флот). В 1935 году совершила успешный поход подо льдом. 29 сентября 1939 года «Д-2» вернулась на Балтику и встала на ремонт и модернизацию.

### «Д-2» в Великой Отечественной войне
Свой первый поход «Д-2» совершила 23 сентября 1942 года под командованием Р. В. Линденберга, спустя сутки лодка чуть не погибла, когда запуталась в противолодочной сети, выставленной немцами; двое суток подводники освобождали подводную лодку, погружаясь днём под воду, а ночью рубили стальную сеть. После освобождения «Д-2» прибыла на позицию у острова Борнхольм. 14 октября «Народоволец» открыл счёт, отправив на дно транспорт «Якобус Фрицен» (Jacobus Fritzen, 4090 брт). Пять дней спустя, 19 октября 1942 года, лодка торпедировала и тяжело повредила морской паром «Дойчланд» (Deutschland, 2972 брт), курсировавший между немецким городом Зассниц и шведским городом Треллеборг, при этом погибли 5 солдат, ещё 20 солдат и двое гражданских пропали без вести, 27 солдат и 6 гражданских получили ранения.
По заявлениям шведской прессы погибло более 600 человек. По данным разведки Балтфлота среди погибших был заместитель премьер-министра Норвегии Лунде, который возвращался после доверительной беседы с Адольфом Гитлером на родину. На самом деле Министр культуры Лунде (Gulbrand Lunde) погиб в автокатастрофе через 6 дней после атаки «Дойчланда» советской подлодкой и отношения к ней не имел.

### Послевоенное время
После окончания войны «Д-2» продолжила нести службу на Балтийском флоте. В 1956 году подлодку разоружили и переформировали в учебно-тренировочную станцию по борьбе за живучесть УТС-6, исключив лодку из боевого состава флота. В те же годы на лодке проводились испытания системы регенерации воздуха для атомных подводных лодок проекта 627. Подводная лодка с экипажем испытателей и экспериментальным оборудованием погружалась возле Кронштадта и лежала на грунте 60 суток.
В 1989 году специальным постановлением правительства было решено создать мемориальный комплекс, посвящённый героям-подводникам Великой Отечественной войны, учёным, конструкторам и судостроителям. Комплекс был разработан в бюро морской техники ФГУП «ЦКБ МТ Рубин». В том же году «Д-2» была установлена в качестве мемориала-музея в Шкиперском протоке, неподалёку от площади Морской Славы, в Санкт-Петербурге, где стоит и в настоящее время. В 1993 году на лодке «Д-2» была открыта музейная экспозиция, при открытии музея присутствовали В. В. Путин, адмирал И. В. Касатонов, вице-адмирал В. В. Гришанов, контр-адмирал Л. Д. Чернавин, начальник Центрального военно-морского музея капитан 1 ранга Е. Н. Корчагин.

## Командиры лодки
В разные годы кораблём командовали:
- Воробьев, Владимир Семёнович — 1 ноября 1928 — 1 октября 1929
- Назаров, Михаил Кузьмич — 1 января 1930 — 26 января 1933
- Рейснер, Лев Михайлович — 26 января 1933 — 13 июня 1937
- Дядченко, Гавриил Григорьевич — 13 июня 1937 — 17 мая 1938
- Августинович, Михаил Петрович — 17 мая 1938 — 24 июня 1938
- Жуков, Аркадий Алексеевич — 24 июня 1938 — 1 сентября 1939
- Зайдулин, Измаил Магигулович — 29 октября 1939 — 25 ноября 1940
- Линденберг, Роман Владимирович — 20 ноября 1940 — 14 сентября 1945
- Александров, Валентин Петрович — 1945—1947
- Коваленко, Георгий Данилович — 1947—1948
- Егоров, Сергей Григорьевич — 1948—1949
- Андашев, Виктор Петрович — с 1949
- Хомич, Иван Маркович — 1951—1955
- Ананьев, Всеволод Иванович — 1955
- Крылов, Юрий Александрович — 1955—1956

## Боевые походы
- 23 сентября 1942 — 4 ноября 1942
- 2 октября 1944 — 30 октября 1944
- 12 декабря 1944 — 20 января 1945
- 20 апреля 1945 — 18 мая 1945

Общая продолжительность боевых походов — 145 суток. Произведено 12 торпедных атак с пуском 19 торпед. Потоплен транспорт «Якобус Фрицен» (Jacobus Fritzen, 4090 брт) и повреждён паром «Дойчланд» (Deutschland, 2972 брт). В ответ на лодку сброшено около 110 глубинных бомб. Ещё 3 заявленные командиром лодки потопленных транспорта противной стороной не подтверждаются.